# Kirk Jones (director)
Kirk Jones (nacido el 31 de octubre de 1964) es un director de cine y guionista inglés.

## Vida y carrera
Kirk Jones nació en Bristol, Inglaterra y creció en Long Ashton, Somerset. Asistió a Backwell School y Filton Technical College antes de que le ofrecieran una plaza en Newport Film School (Universidad de Gales del Sur), donde se especializó en dirección de drama, comedia y anuncios de televisión entre 1985 y 1987. Se graduó después de ganar un Premio Nacional de Cine Estudiantil y comenzó a trabajar para la productora con sede en Londres, BFCS, como director de producción y luego como asistente de edición de películas.
Mientras trabajaba en la sala de montaje, continuó escribiendo y dirigiendo sus propias películas y, después de recibir un premio de plata en los Creative Circle Awards por su comercial de Mercedes, que escribió y dirigió en 1990, fue invitado a unirse a Xenium Productions como director.
Su campaña de Absolut Vodka, que escribió y dirigió, recibió una medalla de plata en 1991 y Kirk comenzó a dirigir comerciales a tiempo completo en Londres, Europa y Estados Unidos, trabajando para agencias como Saatchi & Saatchi, Bartle, Bogle y Hegarty and Mother.
El productor de Kirk, Glynis Murray, fundó Tomboy Films en 1991 y se unió a ella poco después. Siguieron premios en la NABS en 1994 y una Plata en los Creative Circle Awards y Kirk continuó dirigiendo más de cien comerciales para clientes como The National Lottery, Reebok, National Westminster Bank, HSBC y Coca-Cola.
Su campaña para Heinz ganó un León de Plata en Cannes en el 96 (Mejor Campaña) y su campaña para Reebok ganó premios tanto en The Creative Circle como en los British TV Advertising Awards en el 98.
En 1995, Kirk empezó a escribir lo que se convertiría en su primer largometraje. Dirigió Despertando a Ned en 1998 y fue nominado a un BAFTA como "Mejor actor revelación" por su primer largometraje. En proporción al presupuesto, Despertando a Ned fue la segunda película más taquillera del mundo en 1999, detrás de The Blair Witch Project, y ganó premios en Estados Unidos y Europa entre ellos: Festival de Cine de Comedia de Nueva York (Mejor Película, Gran Jurado y Premio de la Crítica. Mejor Película en Comedy d'Alp en Francia y Premio del Público a la Mejor Película en el Festival de Cine de París.
En 2005, Kirk dirigió su segundo largometraje, Nanny McPhee, para Working Title Films y Universal Pictures. Protagonizada por Emma Thompson y Colin Firth, fue una de las diez películas más taquilleras del año en el Reino Unido, con 30 millones de dólares, y recaudó más de 135 millones de dólares en todo el mundo.
En 2008, Kirk escribió y dirigió su tercera película, Todos están bien. Protagonizada por Robert De Niro, Drew Barrymore, Kate Beckinsale y Sam Rockwell, estrenada a través de Miramax en 2009 y Disney a nivel mundial en 2010.
En 2012, Kirk dirigió a Cameron Diaz, Jennifer Lopez, Chris Rock y Anna Kendrick en la comedia romántica What to Expect When You're Expecting a través de Lionsgate.
En 2016, Kirk dirigió una secuela de la película de 2002 My Big Fat Greek Wedding titulada Mi gran boda griega 2 que fue producida por Tom Hanks, Rita Wilson, Gary Goetzman, Paul Brooks y Nia Vardalos.

## Filmografía
| Año  | Título                               | Director | Escritor |
| ---- | ------------------------------------ | -------- | -------- |
| 1998 | Despertando a Ned                    | Sí       | Sí       |
| 2005 | Nanny McPhee                         | Sí       | No       |
| 2009 | Todos están bien                     | Sí       | Sí       |
| 2012 | What to Expect When You're Expecting | Sí       | No       |
| 2016 | Mi gran boda griega 2                | Sí       | No       |